# 地雷魚
地雷魚（じらいぎょ、1973年5月23日 - ）は、日本の小説家。茨城県出身。本名は大澤 良貴（おおさわ よしたか）。

## 略歴
私立茨城高校卒業。
パソコン雑誌『ログイン』の編集者として、執筆・編集業に入る。ログインでは後に同誌編集長となる青柳昌行（現・KADOKAWA常務執行役員）の下で、主に「歴史班」で活動し、ゲーム攻略記事や三国志や銀河英雄伝説の定例ページ等を担当する。
その後、広告PR誌『ゲートウェイスーパーブック』編集などを経て、フリーライターとして、本名でゲーム、三国志などの歴史モノを中心として活動していた。2014年出版の小説『越天の空（上）（下）』より地雷魚のペンネームを使うようになった。

## 著作

### 自著
- 『三国志新聞』（日本文芸社、1996年）
- 『三国時代スペシャル』（アスペクト、1997年）
- 『真実の三国志』（宝島社新書、2000年）
- 『ゲーム雑誌のカラクリ』（キルタイムコミュニケーション、2000年）
- 『ゲーム雑誌のカラクリ2』（キルタイムコミュニケーション、2001年）
- 『累卵の朱』（白泉社My文庫、2001年）
- 『うまなみ三国志』（メディアファクトリー、2008年）
- 『越天の空（上）』（イカロス出版、2014年）
- 『越天の空（下）』（イカロス出版 2014年）

### 共著
- 『三国演義写真図鑑』（アスペクト、1996年）
- 『よみがえる三国志伝説』（別冊宝島、1998年）
- 『よみがえる戦国武将伝説』（別冊宝島、1999年）
- 『よみがえる幕末伝説』（別冊宝島、1999年）
- 『三国志読本　北方謙三別巻』（角川ハルキ文庫、2002年） 著者は北方謙三名義となっている。
- 『僕たちの好きな新選組』（別冊宝島、2003年）
- 『ぼくたちの好きな三国志』（別冊宝島、2003年）
- 『僕たちの好きな三国志２』（別冊宝島、2004年）
- 『三国志に聞け! 英雄の肖像編』（メディアファクトリー文庫、2007年）
- 『三国志に聞け! 戦争の知略編』（メディアファクトリー文庫、2007年）

### 漫画原作
- うまなみ三国志（原作：大澤良貴、作画：荒木風羽）『コミック三国志マガジン』連載。2005年 -
- 決戦 ～陸抗VS羊祜～（原作：大澤良貴、作画：末弘）『コミック三国志マガジン』天下三分計号（Vol.2）に掲載された読み切り漫画。2005年。
- 決戦 ～逃げろ玄徳～（原案：黒田タケフミ、原作：大澤良貴、作画：末弘）『コミック三国志マガジン』Vol.4に掲載された読み切り漫画。2005年。
- 最後の親征（原作：大澤良貴、作画：閑乃路夕華）『コミック三国志マガジン』Vol.6に掲載された読み切り漫画。2005年。
- 大不忠者～沮授伝～（原作：大澤良貴、作画：黄十浪）『コミック三国志マガジン』Vol.9に掲載された読み切り漫画。2006年。

### ゲーム
- 俺とLOGIN（DiscStation15号に収録。ログイン・コンパイル提携企画、1997年）
- AfterDevilForce（原作担当。コンパイル、1998年）

### その他
- 『大澤良貴の酒に対して三国志でも語ろうじゃないか』（CJインターネットジャパン）